# Весёлый Клин
Весёлый Клин (каз. Веселый Клин) — упразднённое село в Успенском районе Павлодарской области Казахстана. Входило в состав Лозовского сельского округа. Исчезло в ? г.

## История
Село Весёлый Клин основано в 1915 г. украинскими крестьянами в урочище Баубакша Белоцерковской волости.